# Gnophos helvetica
Gnophos helvetica là một loài bướm đêm trong họ Geometridae.